# Clara Burrill Bruce
Clara Washington Burrill Bruce, nata Clara Washington Burrill, (Washington, 25 giugno 1879 – New York, 22 gennaio 1947), è stata un'avvocata, giornalista, scrittrice, attivista ed esperta di edilizia statunitense; è stata la prima donna di colore a essere eletta per curare una rivista giuridica, presso la Boston University School of Law nel 1924. Negli anni '30 ha contribuito a fondare la Harlem Congressional League e il National Council of Negro Women.

## Primi anni e formazione
Clara Burrill nacque a Washington, figlia di John Henry Burrill e Clara Eliza Washington Burrill. Entrambi i suoi genitori erano originari della Virginia e vissero prima della guerra civile americana. Si diplomò alla M Street High School nel 1897 e alla Miner Normal School. Frequentò la Cook County Normal School, la Cornell University Summer School, la Università Howard per un anno e il Radcliffe College per due anni. Si laureò alla Boston University School of Law (BU) nel 1926, all'età di 46 anni. Alla BU fu la prima donna di colore eletta redattrice di una rivista giuridica americana; nel 1925 fu redattrice capo della Boston University Law Review. Fu inoltre relatrice alla cerimonia di consegna dei diplomi. Era membro della Confraternita Alpha Kappa Alpha.
Sua sorella Mary Powell Burrill era una drammaturga e un'educatrice, nonché partner di lunga data dell'educatrice Lucy Diggs Slowe. Mary P. Burrill e la Slowe furono anche membri fondatori del National Council of Negro Women.

## Carriera
Nel 1899, la Burrill fu assunta come insegnante a East Orange, nel New Jersey e, tra il 1904 e il 1906, insegnò occasionalmente ai corsi di suo marito al Tuskegee Institute, mentre lui era in viaggio con Booker T. Washington. Nel 1926 divenne la terza donna di colore ammessa all'Ordine degli Avvocati del Massachusetts. Dal 1927 al 1936 gestì insieme al marito Dunbar Apartments, un grande complesso residenziale cooperativo ad Harlem. Nel 1934, in occasione della Annual Women's Dinner (Cena annuale delle donne) alla Università Howard, fu descritta come “una delle poche esperte di edilizia abitativa negli Stati Uniti”. Dal 1929 al 1934 fu redattrice associata del Dunbar News e redattrice associata presso una casa editrice nera.
Clara era attiva nella politica di New York e nella National Urban League, nella League of Women Voters e nella NAACP. Nel 1934 fu vicepresidente fondatrice della Harlem Congressional League, lavorando con la presidente della lega Julia Coleman-Robinson e altri per eleggere un membro del Congresso nero da Harlem. Nel 1936 fu vicepresidente fondatrice del National Council of Negro Women.

## Pubblicazioni
- (EN) "We Who Are Dark", in Poesia, 1918.[23]

## Vita privata ed eredità
La Burrill sposò l'insegnante Roscoe Conkling Bruce nel 1903, con una cerimonia officiata da Francis James Grimké. Dalla loro unione nacquero tre figli: Clara, Roscoe Jr. e Burrill. Clara morì nel 1947, all'età di 67 anni, a New York. I documenti dei Bruce sono conservati presso il Moorland-Spingarn Research Center della Università Howard.
Esiste un Fondo borsa di studio Clara Burrill Bruce presso la Boston University School of Law, istituita per sostenere gli studenti universitari del primo anno e gli studenti di altri gruppi scarsamente rappresentati.